# VSS Unity
O VSS Unity (Virgin Space Ship Unity, registro: N202VG), anteriormente conhecido como VSS Voyager, é um avião espacial suborbital tripulado movido a foguete da classe SpaceShipTwo. É a segunda SpaceShipTwo a ser construída e faz parte da frota da Virgin Galactic. Ele alcançou o espaço definido pelos Estados Unidos (acima de 50 milhas ou 80,5 quilômetros) em 13 de dezembro de 2018, na missão VP-03.
O Unity é capaz de alcançar o espaço conforme definido pela Força Aérea dos Estados Unidos, NASA e Administração Federal de Aviação, indo a mais de 50 milhas (80,5 quilômetros) acima do nível do mar. No entanto, é incapaz de ultrapassar a linha de Kármán, o limite espacial definido pela Federação Aeronáutica Internacional de 100 quilômetros (62,1 milhas).
O VSS Unity foi lançado em 19 de fevereiro de 2016, e completou o teste de integração do sistema baseado em solo em setembro de 2016, antes de seu primeiro voo em 8 de setembro de 2016.